# Xã Franconia, Quận Chisago, Minnesota
Xã Franconia (tiếng Anh: Franconia Township) là một xã thuộc quận Chisago, tiểu bang Minnesota, Hoa Kỳ. Năm 2010, dân số của xã này là 1.805 người.